# ديفيد كون (لاعب كرة قاعدة)
ديفيد كون (بالإنجليزية: David Cone) هو لاعب كرة قاعدة أمريكي، ولد في 2 يناير 1963 في كانساس سيتي في الولايات المتحدة.

## وصلات خارجية
- ديفيد كون على موقع دوري كرة القاعدة الرئيسي (الإنجليزية)
- ديفيد كون على موقعبيزبول رفرنس.كوم (الدوري الرئيسي) (الإنجليزية)
- ديفيد كون على موقعبيزبول رفرنس.كوم (الدوري الثانوي) (الإنجليزية)
- ديفيد كون على موقع إي إس بي إن.كوم (أم.أل.بي) (الإنجليزية)
- ديفيد كون على موقع مشجعي الرسوم البيانية (الإنجليزية)